# Oberer Hauenstein
Der Obere Hauenstein ist ein Pass im Schweizer Kanton Basel-Landschaft in der Gemeinde Langenbruck zwischen Balsthal im Kanton Solothurn und Waldenburg. Die Passhöhe liegt auf der Wasserscheide in einer Höhe von 734 m ü. M. Die historische Passstrasse gilt als Verkehrsweg von nationaler Bedeutung.

## Geschichte

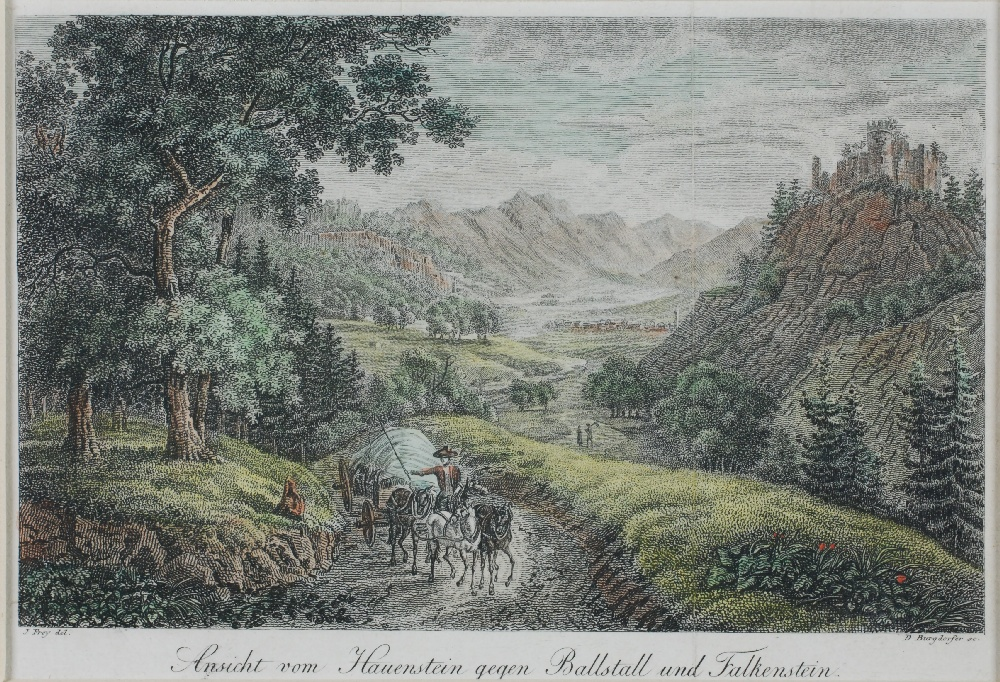
Oberer Hauenstein gegen Balsthal, 1824

Der «Howenstein» wurde 1145 erstmals beurkundet. Er verband das Rheintal mit dem Schweizer Mittelland und gehörte zu den zentralen Juraübergängen, die als gute Verkehrswege für den Zusammenhalt des riesigen Römerreichs wichtig waren. Davon zeugen römische Münzen und ein Votivaltar, die im Bereich der Passhöhe gefunden wurden und auf ein römisches Passheiligtum hinweisen. Der historische Pass war zur Römerzeit die kürzeste Verbindung von Aventicum via Solodurum nach Augusta Raurica.
Mit der Öffnung der Gotthardpassstrasse bei der Schöllenen zu Beginn des 13. Jahrhunderts wurde der günstiger gelegene Untere Hauenstein bevorzugt. Der Obere Hauenstein blieb für den Verkehr in die Westschweiz wichtig: Kaiser Sigismund soll ihn um 1414/15, Joseph II. 1777 und Napoleon Bonaparte 1797 passiert haben.
Alte Strassenstücke (sogenannte «Römerstrassen») finden sich noch östlich des Passes bei Langenbruck und auf dem Wanderweg zwischen Holderbank und Balsthal. Von der alten befestigten Strasse sind in den Stein gemeisselte Karrenrinnen erhalten geblieben. Es handelt sich um Sicherungsmassnahmen aus dem frühen Mittelalter, damit die schweren Fuhrwerke die steilen, gefährlichen Stellen mit Seilen gesichert in der vorbestimmten Spur passieren konnten, ohne mit Radblockaden in den Wald abzurutschen. Tief eingeschnittene Hohlwege und die Pflästerung der Chaussée aus dem 18. Jahrhundert bezeugen die damalige Bedeutung der Strasse.
Am 20. Juli 2000 führte die 87. Tour de France über den Oberen Hauenstein. Die 17. Etappe von Lausanne nach Freiburg im Breisgau führte von der Schweiz zum Etappenziel Freiburg im Breisgau nach Deutschland. Der Obere Hauenstein wurde aufgrund seiner vergleichsweisen Kürze und Steigung mit der Kategorie 3 („leicht“) klassifiziert. Die Bergwertung am Oberen Hauenstein konnte Jean-Cyril Robin vor Jacky Durand und Alexander Winokurow für sich entscheiden.

## Passstrasse heute
Über den Pass verläuft die Hauptstrasse 12 von Bern und Solothurn nach Basel. Sie schafft die Verbindung zwischen den Strassen am Jurasüdfuss bei Oensingen und dem Ergolztal bei Liestal. Bis zur Eröffnung der Autobahn A1 bildete sie die wichtigste Strasse zwischen Basel und Solothurn.

## Sperrstelle Oberer Hauenstein
Der Obere Hauenstein ist seit römischer Zeit eine bedeutende Verkehrsverbindung ins Mittelland. Für die Militärstrategen stellte sich immer wieder das Problem der wirksamen Verteidigung dieser Nord-Süd-Achse.
Die Sperrstelle wurde im November 1938 im Detail geplant, die Truppen der Grenzbrigade 4 begannen im Sommer 1940 mit dem Bau der Werke. Die Artilleriestellungen Spittel wurden im Juli/August 1941 durch das Baudetachement «Renfer» errichtet. Die Strasse von Liestal nach Oensingen besteht aus acht aufeinander folgenden Sperren. Mögliche Umgehungsstrassen wurden ebenfalls mit Sperren versehen.
Das Engnis von Waldenburg wurde mit vier Infanteriebunkern gesperrt. Am Felsenfuss unter dem Bunker A 3606 wurde eine Zivilschutzanlage gebaut. Der 2018 gegründete Bunkerverein Waldenburg führt mehrere jährliche Führungen durch.
Die Sperrstelle im Gebiet von Spittel besteht aus zwei Bunkern, vier Artilleriestellungen, sechs modernen Unterständen und einem Geländepanzerhindernis mit Strassen- und Bachbarrikaden.
Die Sperrstelle wurde 1994 mit der Auflösung der Grenzbrigade 4 ausser Dienst gestellt. Sie gilt als militärhistorisches Denkmal von nationaler Bedeutung.

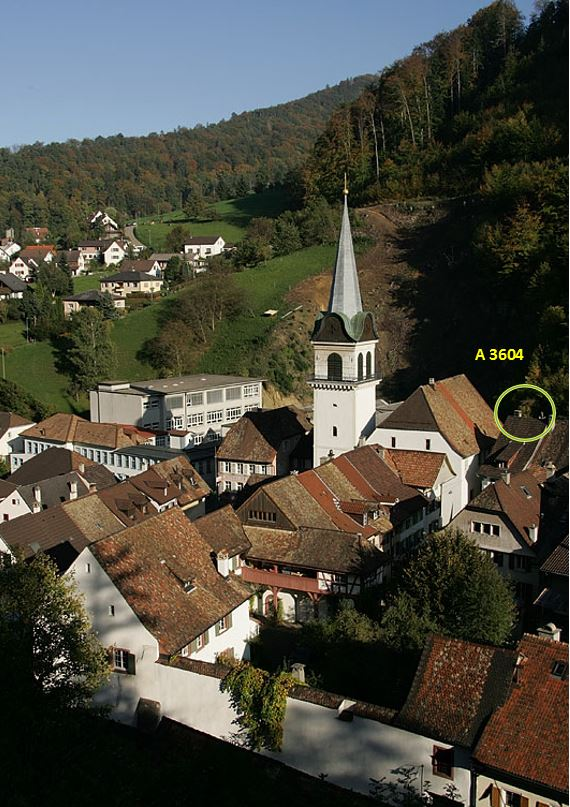
Infanteriebunker A 3604 Waldenburg

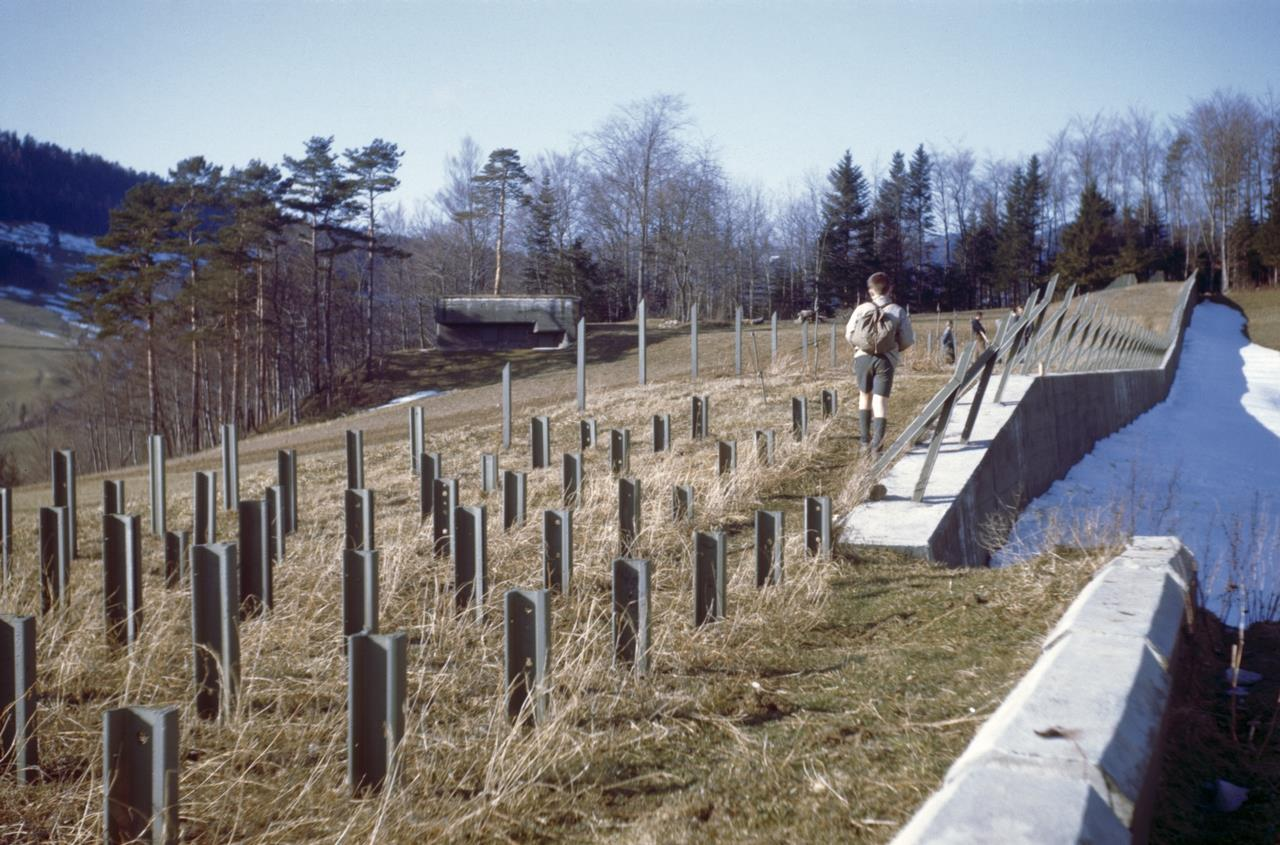
Infanteriebunker A 3621 Titterten Süd

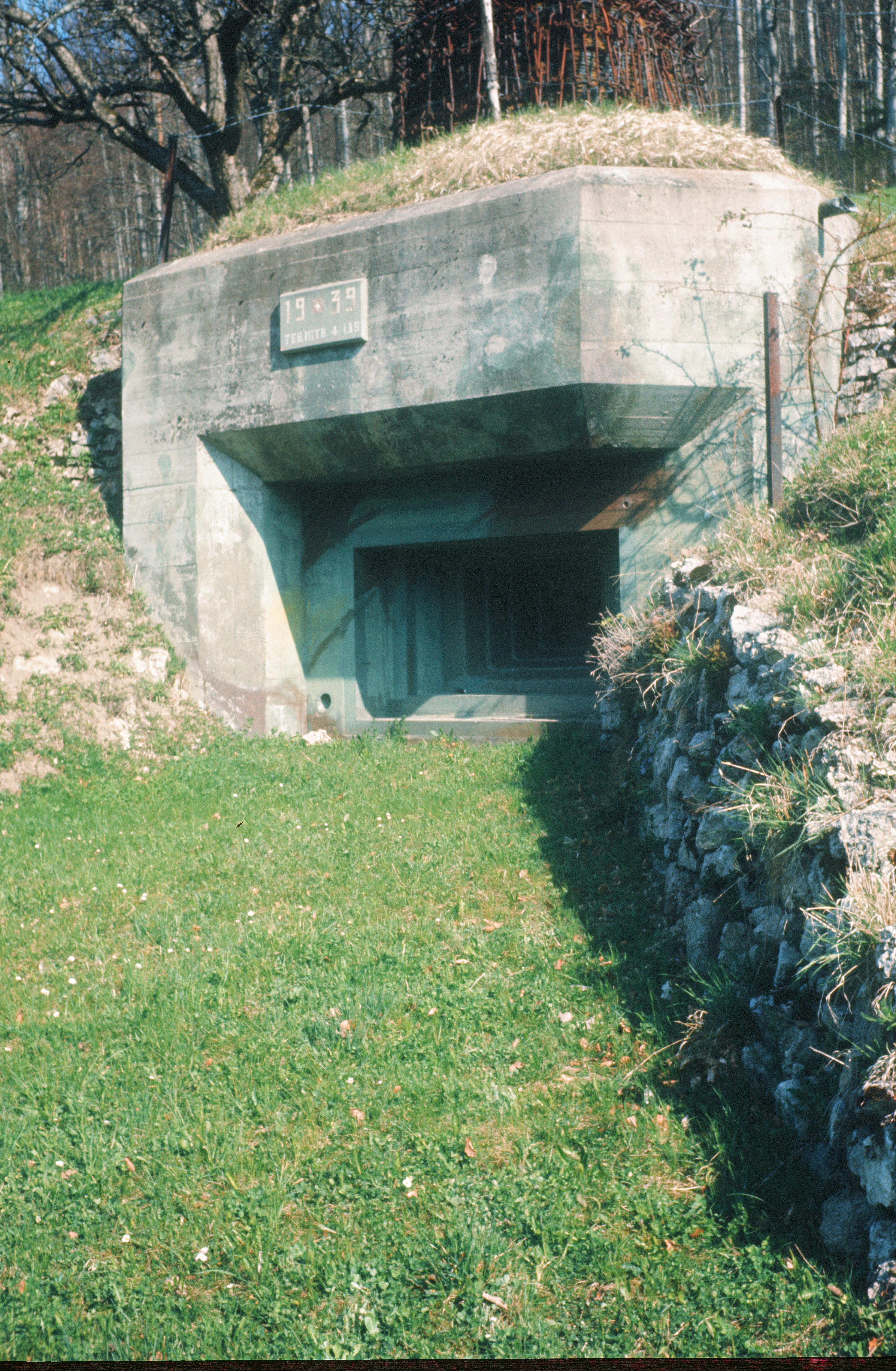
Infanteriebunker A 3624 Reigoldswil-Grund (Aufnahme ca. 1968)

- Ik-Stand A 3599 Rankwog Brücke, Winznau ⊙
- Infanteriebunker A 3600 Talhaus ⊙
- Infanteriebunker A 3601 Bubendorf ⊙
- Infanteriebunker A 3602 Oberdorf ⊙
- Infanteriebunker A 3603 Oberdorf ⊙
- Infanteriebunker A 3604 Waldenburg Ost: Pak (früher 7.5-cm-Feldkanone)⊙
- Infanteriebunker A 3605 Waldenburg West ⊙
- Infanteriebunker A 3606 Waldenburg Ost: Pak (früher 7.5-cm-Feldkanone) ⊙
- Infanteriebunker A 3607 Waldenburg West: Pak (früher 7.5-cm-Feldkanone) ⊙
- Infanteriebunker A 3608 Spittel ⊙
- Infanteriebunker A 3609 Spittel ⊙
- Artilleriebunker A 3610 Spittel-Nünbrunnen ⊙
- Artilleriebunker A 3611 Spittel-Nünbrunnen ⊙
- Artilleriebunker A 3612 Spittel-Nünbrunnen ⊙
- Artilleriebunker A 3613 Spittel-Nünbrunnen ⊙
- Infanteriewerk A 3614 Chräiegg ⊙
- Infanteriebunker A 3615 Schönthal ⊙
- Infanteriebunker A 3616 Lochhus ⊙
- Infanteriebunker A 3617 Beuggen ⊙
- Infanteriebunker A 3618 Beuggen ⊙
- Infanteriebunker A 3619 Titterten ⊙
- Infanteriebunker A 3620 Titterten ⊙
- Infanteriebunker A 3621 Titterten ⊙
- Infanteriebunker A 3622 Titterten ⊙
- Infanteriebunker A 3623 Reigoldswil-Grund ⊙
- Infanteriebunker A 3624 Reigoldswil-Grund ⊙
- Infanteriebunker A 3625 Reigoldswil-Nord ⊙
- Infanteriebunker A 3626 Reigoldswil Kuhweid ⊙
- Infanteriebunker A 3627 Reigoldswil Kuhweid ⊙
- Infanteriebunker A 3628 Seewen ⊙
- Infanteriebunker A 3629 Seewen ⊙
- GPH Sagemätteli Seewen ⊙
- Geschützstand mobile Artillerie A 3630 Bretzwil ⊙
- Geschützstand mobile Artillerie A 3631 Bretzwil ⊙
- Geschützstand mobile Artillerie A 3632 Bretzwil ⊙
- Geschützstand mobile Artillerie A 3633 Bretzwil ⊙
- 8,4-cm-Artilleriebunker A 3634 Burgruine Gilgenberg ⊙
- Infanteriebunker A 3635 Meltingerbrücke ⊙
- Infanteriebunker A 3636 Meltingerbrücke ⊙
- Infanteriebunker A 3637 Nunningen-Enge ⊙
- Infanteriebunker A 3638 Roderis ⊙
- Infanteriewerk Wolfsschlucht Nord A 3671 Hinterhammer Welschenrohr ⊙[9]
- Infanteriebunker A 3672 Balsthal ⊙
- Infanteriewerk A 3673 Balsthal ⊙

## Sperrstellen Challhollen Laufen Kleinlützel Huggerwald
- Infanteriebunker A 3482 Grellingen ⊙
- Sprengobjekt M0378 Grellingen ⊙
- Infanteriebunker A 3484 Challplatten Mitte Challhollen ⊙
- Infanteriebunker A 3485 Challplatten Nord Challhollen	⊙
- Infanteriebunker A 3486 Felsplatte Challhollen ⊙
- Infanteriewerk Pak A 3487 Lützelmündung Süd Laufen ⊙
- Infanteriewerk Pak A 3488 Lützelmündung Nord Laufen ⊙
- Kaverne A 3489 Schiessstand Laufen ⊙
- Infanteriebunker A 3490 Röschenz Fluh Röschenz ⊙
- Infanteriebunker A 3491 Kleinlützel Nord Kleinlützel ⊙
- Infanteriewerk Pak A 3492 Kleinlützel Süd Kleinlützel	⊙
- Infanteriebunker A 3493 Station Bärschwil West Bärschwil ⊙
- Infanteriebunker Liesberg 3494 Huggerwald
- Infanteriebunker A 3495 Tannig Huggerwald ⊙
- Infanteriebunker A 3496 Räschberg Ost Huggerwald ⊙
- Ik-Schild A 3497 Räschberg West Huggerwald ⊙
- Sprengobjekt Kleinlützel M 0361[10]

## Bunkervereine
Der im Juni 2020 gegründete «Bunkerverein Titterterberg» betreibt und unterhält ihm zur Betreuung übergebene Anlagen als militärhistorische Zeitdokumente. Er will damit das öffentliche Interesse an deren Geschichte und Technik fördern. Die ersten Arbeiten am Bunker A 3622 haben begonnen.
Die Festungswerke Sperrstelle Waldenburg, Infanteriebunker Kuhweid (Reigoldswil) und Festungswerke Kleinlützel (BL/SO) sind im Besitze anderer Eigentümer.
Der Verein Festungswerke Solothurner Jura unterhält Festungswerke im Bezirk Thal (Raum Gänsbrunnen-Welschenrohr und Mümliswil-Balsthal-Oensingen) mit der Sperrstelle Gänsbrunnen sowie Festungswerke im Raum Olten (Raum Belchen-Challhöchi, Trimbach) mit der Sperrstelle Challhöchi. Er führt jeweils im September «Tage der offenen Türen» durch.